# Črmljenšak
Črmljenšak este o localitate din comuna Lenart, Slovenia, cu o populație de 196 de locuitori.